# 埃斯特维尔
埃斯特维尔（英語：Estherville）是美国艾奥瓦州埃米特郡的城市和县城。2010年美国人口普查时人口为6360人，比2000年人口普查的6,656人少。埃斯特维尔是爱荷华湖社区学院主校区的所在地。